# هوغو بيوركلاند
هوغو بيوركلاند هو مصارع رياضي سويدي، ولد في 23 نوفمبر 1885 في نيشوبينغ في السويد، وتوفي في مايو 1963 في ماساتشوستس في الولايات المتحدة.

## وصلات خارجية
- هوغو بيوركلاند على موقع اللجنة الأولمبية الدولية (الإنجليزية)
- هوغو بيوركلاند على موقع أوليمبيديا (الإنجليزية)
- هوغو بيوركلاند على موقع اللجنة الأولمبية السويدية (السويدية)